# Flight of the Conchords
Flight of the Conchords är en Grammy-nominerad folkmusiks-, popmusiks- och komikerduo från Nya Zeeland bestående av Bret McKenzie och Jemaine Clement. Gruppen använder en kombination av kvickheter, karakteriseringar och akustiska gitarrer för att nå publiken. Duons komedi och musik blev först grunden för en radioserie på BBC och sedan en amerikansk tv-serie, som hade premiär under 2007 och också heter Flight of the Conchords.
Utmärkelser som Bästa alternativa komediuppträdande 2005 på US Comedy Arts Festival och Bästa nykomling på Melbourne Comedy Festival har gjort att duons liveframträdanden har gett dem en världsomspännande kultstatus.
Flight of the Conchords uppträdde på Cirkus i Stockholm i slutet av maj 2010 under sin dåvarande Europaturné. Under turnén hade gruppen 15 spelningar i Europa.
De benämner sig själva som Nya Zeelands fjärde mest populära gitarrbaserade digi-bongo-acapella-rap-funk-komedi-folkmusiks-duo (som blivit nedknuffade av ett hyllningsband till dem själva, Like of the Conchords).

## Karriär
McKenzie och Clement träffades första gången på Wellington College, ett kommunalt gymnasium för pojkar i just Wellington, Nya Zeelands huvudstad. De började samarbeta 1998 på Victoria University of Wellington där de bägge studerade film och drama. Clement är också medlem i The Humourbeasts, medan McKenzie har varit medlem i det välkända nyzeeländska bandet Black Seeds.

## Album
| År   | Album                                           | Bolag                         |
| ---- | ----------------------------------------------- | ----------------------------- |
| 2002 | "Folk the World Tour"                           | Flight of the Conchords Music |
| 2006 | "The BBC Radio Series: Flight of the Conchords" | BBC Audiobooks Ltd            |
| 2007 | "The Distant Future"                            | Sub Pop                       |
| 2008 | "Flight of the Conchords"                       | Sub Pop                       |
| 2009 | "I Told You I Was Freaky"                       | Sub Pop                       |

## TV-serie
På den amerikanska tv-kanalen HBO hade serien Flight of the Conchords premiär i juni 2007. Serien kretsar kring paret, som försöker bli framgångsrika i New York som band och få en stabil amerikansk supporterbas. Duon spelar sig själva, och det finns också återkommande karaktärer såväl som många komiker i gästroller. Några av de större återkommande karaktärerna i serien består av deras manager Murray Hewitt (Rhys Darby), deras fan och stalker Mel (Kristen Schaal) och deras kompis Dave (Arj Barker). Duons humoristiska sånger vävs in i handlingen för varje avsnitt. Den första säsongen innehöll 12 avsnitt och släpptes på dvd i USA den 6 november 2007. I januari 2009 hade seriens andra säsong premiär i USA. Den innehöll 10 avsnitt och visades i SVT våren 2010. Den 10 december 2009 meddelade bandet via sin officiella hemsida att de inte kommer återvända för en tredje säsong.